# Монако на Европском првенству у атлетици за јуниоре 2007.
Монако је учествовао на 19. Европском првенству за јуниоре 2007. одржаном у Хенгело, Холандија, од 19. до 22. јула. Репрезентацију Монака на њеном другом учешћу на европским првенствима за јуниоре представљао је 1 спортиста који се такмичио у трци на 1.500 метара.
На овом такмичењу такмичар из Монака није остварио неки резултат.

## Учесници
Јуниори:
- Антоине Берлин — 1.500 м

## Резултати

### Јуниори
| Атлетичар      | Дисциплина | Лични рекорд | Квалификације | Квалификације | Полуфинале | Полуфинале | Финале               | Финале  | Детаљи |
| Атлетичар      | Дисциплина | Лични рекорд | Резултат      | Место         | Резултат   | Место      | Резултат             | Место   | Детаљи |
| -------------- | ---------- | ------------ | ------------- | ------------- | ---------- | ---------- | -------------------- | ------- | ------ |
| Антоине Берлин | 1.500 м    |              | 4:11,50       | 11. у гр. 1   |            |            | Није се квалификовао | 22 / 22 |        |